# (6502) 1993 XR1
(6502) 1993 XR1 es un asteroide perteneciente al cinturón de asteroides, región del sistema solar que se encuentra entre las órbitas de Marte y Júpiter, descubierto el 6 de diciembre de 1993 por Seiji Ueda y el astrónomo Hiroshi Kaneda desde el Kushiro Marsh Observatory, Hokkaido, Japón.

## Designación y nombre
Designado provisionalmente como 1993 XR1.

## Características orbitales
1993 XR1 está situado a una distancia media del Sol de 2,297 ua, pudiendo alejarse hasta 2,611 ua y acercarse hasta 1,983 ua. Su excentricidad es 0,137 y la inclinación orbital 5,279 grados. Emplea 1271,38 días en completar una órbita alrededor del Sol.

## Características físicas
La magnitud absoluta de 1993 XR1 es 14,03. Tiene 4,858 km de diámetro y su albedo se estima en 0,236.